# Gravesia lebrunii
Gravesia lebrunii är en tvåhjärtbladig växtart som beskrevs av Jacq.-fel.. Gravesia lebrunii ingår i släktet Gravesia och familjen Melastomataceae. Inga underarter finns listade i Catalogue of Life.